# Saint-Sulpice-de-Royan
Saint-Sulpice-de-Royan è un comune francese di 2 806 abitanti situato nel dipartimento della Charente Marittima nella regione della Nuova Aquitania.

## Società

### Evoluzione demografica
Abitanti censiti